# Привалов, Михаил Моисеевич
Михаил Моисеевич Прива́лов (1913—2004) — советский металлург.

## Биография
Родился 5 (18) августа 1913 в п. Дроздовский (ныне Тогучинский район, Новосибирская область). В 1931—1933 годах учился в школе ФЗО. В 1933—1938 подручный сталевара, сталевар, мастер мартеновского цеха № 1 КМК имени И. В. Сталина.
В 1938 переехал в Макеевку и до октября 1941 года работал мастером печей на заводе имени С. М. Кирова. После эвакуации завода снова вернулся на КМК имени И. В. Сталина. В 1956 окончил заочно Кузнецкий металлургический техникум.
На КМК имени И. В. Сталина в 1941—1958 годах мастер, старший мастер, в 1958—1960 зам начальника, в 1960—1963 начальник мартеновского цеха № 1.
В 1963—1965 главный специалист технического отдела главного управления металлургической промышленности Минчермета СССР. В 1965—1993 годах главный сталеплавильщик МЧМ СССР, Комитета металлургии РФ.
Депутат ВС СССР 4—5 созывов (1954—1962). Член Президиума ВС ССР 5 созыва (1958—1962). Делегат XXII съезда КПСС. Кандидат в члены ЦК КПСС (1961—1966). Предлагал снижение пенсионного возраста до 45 лет работником горячих цехов.
С 1993 на пенсии. Умер в Москве 26(?) июля 2004 года. Похоронен на Малаховском кладбище.

## Награды и премии
- четыре ордена Ленина (1943, 1952, 1953, 1958)
- орден Трудового Красного Знамени (1949)
- медаль «За доблестный труд в Великой Отечественной войне 1941—1945 гг.»
- Герой Социалистического Труда (19.7.1958) — за выдающиеся успехи, достигнутые в деле развития чёрной металлургии
- Почётный металлург (1949)
- Сталинская премия второй степени (1950) — за коренные усовершенствования управления производством и технологии на КМК имени И. В. Сталина, обеспечившие высокую производительность и экономичную работу
- Государственная премия СССР (1967) — за разработку и внедрение новой технологии изготовления и восстановления подин, обеспечивающей повышение производительности мартеновских печей